# Manuel María Fernández Teixeiro

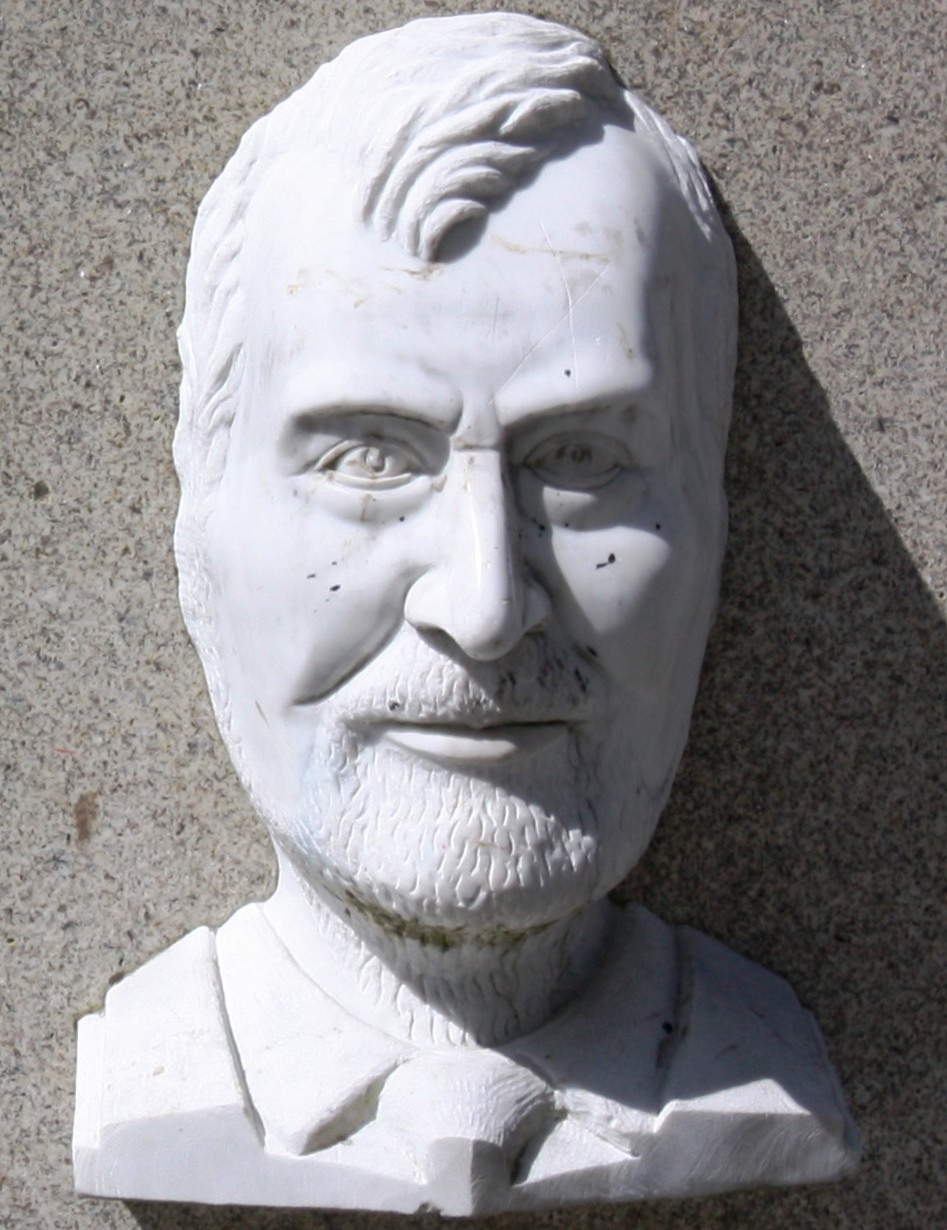

Manuel María Fernández Teixeiro (Outeiro de Rei, 6 oktober 1929 - A Coruña, 8 september 2004) was een dichter uit Galicië.

## Biografie
Manuel María Fernández Teixeiro, meestal kortweg Manuel Maria genoemd, was de zoon van twee landarbeiders Antonio Fernández Núñez y Pastora Teixeiro Casanova.
In 1942 verhuisde hij van Outeiro de Rei, naar Lugo om daar de middelbare school te volgen. Hier nam hij deel aan de bijeenkomsten in het Café Méndez Nuñez, waar hij Luis Pimentel, Ánxel Fole, Rof Codina en andere schrijvers ontmoette. Zo kwam hij in het contact met de beweging die vocht voor het gebruik van het Galicisch: het galleguismo.
Hij studeerde filosofie en letterkunde in Santiago de Compostela, maar maakte zijn studie niet af.
In 1949 begon Manuel María het tijdschrift Cristal, waarin hij gedichten van zichzelf en van tijdgenoten publiceerde. Nadat hij was getrouwd verhuisde Manuel María in 1958 naar Montforte de Lemos, waar hij werkte als procureur. Samen met zijn echtgenote Saleta Goi begon hij de boekhandel Cristal, en begint met het uitgeven van de Cristal-collectie, met uitgaven van nieuwe dichters. Hij probeert op allerlei manieren de Galicische dichtkunst te bevorderen; door het schrijven van artikelen, door voordrachten. Behalve een talentvol dichter was Manuel María ook een succesvolle journalist, verteller, essayist en dramaturg.
In de jaren 60 en 70 maakte Manuel María deel uit van verschillende clandestiene politieke en culturele bewegingen.
Na het einde van de dictatuur werd hij gekozen als gemeenteraadslid van de BNG (Bloque Nacionalista Galego) in Montforte. In 1985 verliet hij de politiek om zich alleen aan de literatuur te kunnen wijden.
Manuél María begon als existentialist en schreef aanvankelijk gedichten die een radicaal pessimisme uitdragen.
Na deze fase achter zich te hebben gelaten wijdde hij zich aan progressief werk, gekenmerkt door een sterk sociaal engagement en georiënteerd op zijn geboortegrond Galicië. Onvermoeibaar streed hij voor het gebruik van het Galicisch.
Het was de eerste dichter die na afloop van de Spaanse Burgeroorlog een dichtbundel in het Gallego (Galicisch) publiceerde: “O Muiñeiro de brétemas” (1950).
Dat was het begin van een lange reeks van uitgaven.
Manuel María wordt beschouwd als een van de belangrijkste Galicische moderne dichters.

### Dichtbundels
- 1950, Muiñeiro de brétemas
- 1952, Morrendo a cada intre
- 1954, Terra Cha
- 1954, Advento
- 1957, Auto do taberneiro. 4 ventos
- 1958, Documentos personaes

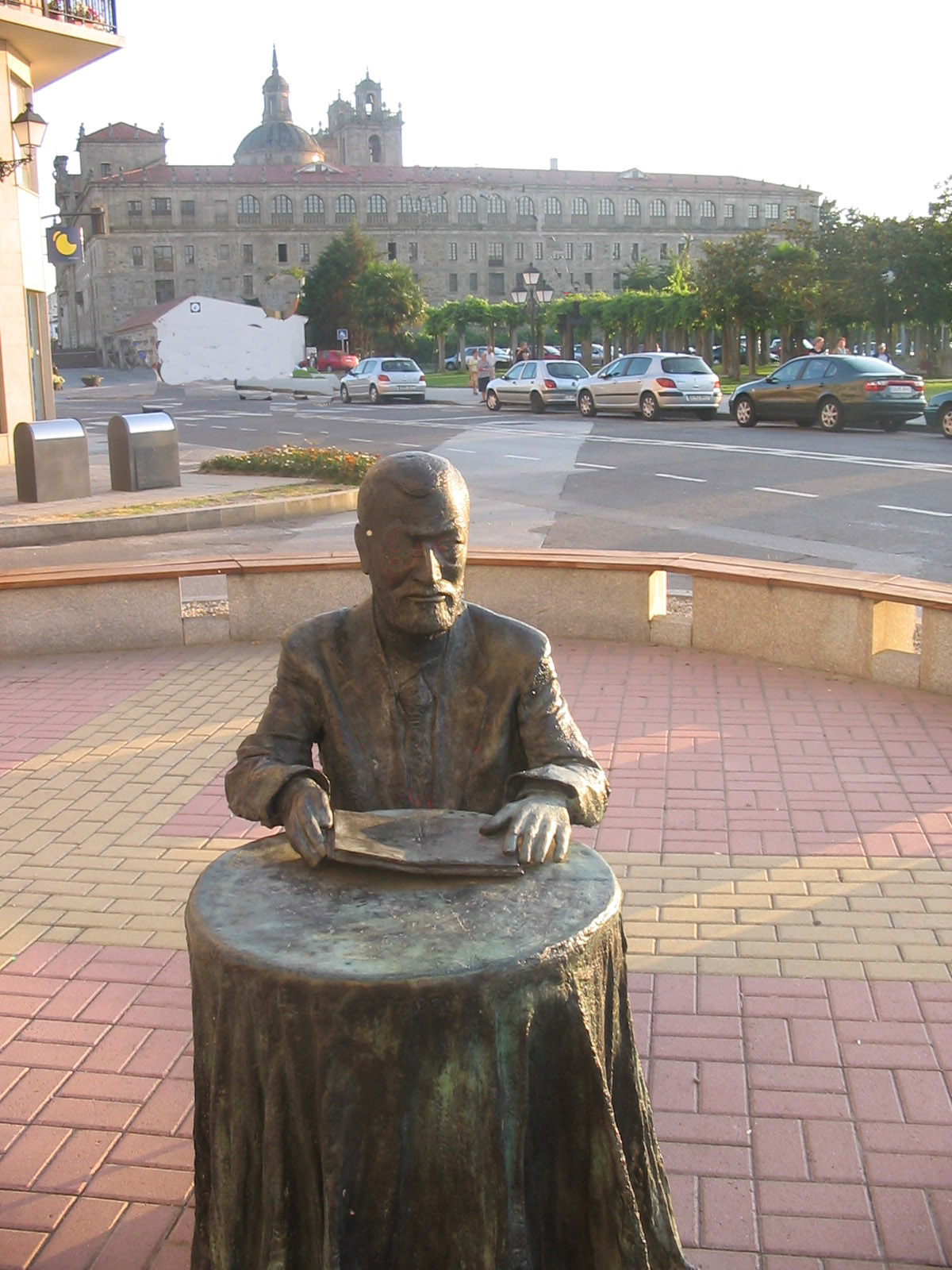

- 1960, Sermón para decir en cualquier tiempo (en castellano)
- 1961, Auto do labrego. Céltiga, 4
- 1962, Libro de pregos
- 1962, Contos en cuarto crecente e outras prosas
- 1963, Mar Maior
- 1964, "A poesía galega de Celso Emilio Ferreiro", Grial, 6
- 1965, "As augas van caudales" Grial, 9
- 1966, "Os alugados" Grial 14
- 1967, "Raimon, poeta de noso tempo", Grial, 18
- 1968, Proba documental
- 1968, Os soños na gaiola
- 1968, Barriga Verde
- 1968, Noticia da vida e da poesía de Xosé Crecente Vega
- 1969, Versos pra un país de minifundios
- 1969, Versos pra cantar en feiras e romaxes
- 1970, Remol
- 1970, Canciós do lusco ao fusco
- 1971, A Rosalía
- 1971, 99 poemas de Manuel María
- 1971, O Xornaleiro a sete testimuñas máis
- 1972, Odas nun tempo de paz e de ledicia
- 1973, Aldraxe contra a xistra
- 1973, Informe pra axudar a alcender unha cerilla
- 1973, Laio e clamor pola Bretaña'
- 1973, Cantos rodados para alleados e colonizados
- 1976, Poemas para construír unha patria
- 1977, O libro das badaladas
- 1977, Poemas ó outono
- 1978, Catavento de neutrós domesticados
- 1979, As rúas do vento ceibe
- 1982, Escolma de poetas de Outeiro de Rei
- 1982, Versos do lume e do vagalume
- 1985, O camiño é unha nostalxia
- 1984, Cantigueiro do Orcellón
- 1984, A luz resuscitada
- 1986, Oráculos para cavalinhos-do-demo
- 1986, Ritual para unha tribu capital do concello
- 1988, As lúcidas lúas do outono
- 1988, Sonetos ao Val de Quiroga
- 1989, Saturno
- 1990, Cancioneiro de Monforte de Lemos
- 1991, Compendio de orballos e incertezas
- 1991, Hinos pra celebrar ao século futuro
- 1992, Panxoliñas
- 1993, Os lonxes do solpor
- 1993, Antoloxía poética
- 1993, A primavera de Venus
- 1993, Poemas a Compostela
- 1994, Cantigas e cantos de Pantón
- 1994, Poemas para dicirlle a dúas lagoas
- 1996, O Miño, canle de luz e néboa
- 1997, Sonetos á casa de Hortas
- 2000, Brétemas de muiñeiro
- 2000, Camiños de luz e sombra

### Proza
- 1952, Contos en cuarto crecente e outras prosas
- 1971, O xornaleiro e sete testemuñas máis
- 1971, Kricoi, Fanoi e D. Lobanís
- 1990, Os ontes do silencio
- 1992, Cando o mar foi polo río
- 2003, O bigote de Mimí

### Theater
- 1957, Auto do taberneiro
- 1961, Auto do mariñerio
- 1970, Barriga verde
- 1976, Unha vez foi o trebón
- 1979, Aventuras e desventuras dunha espiña de toxo chamada Berenguela
- 1979, Auto trascendental do ensino tradicional
- 1979, Farsa de Bululú

- Biblioteca Nacional de España: XX1025507
- Bibliothèque nationale de France: cb121758892 (data)
- Catàleg d'autoritats de noms i títols de Catalunya: 981058511334606706
- Gemeinsame Normdatei: 124874665
- International Standard Name Identifier: 0000 0001 0900 4874
- Library of Congress Control Number: n91125021
- Nederlandse Thesaurus van Auteursnamen: 074324977
- Système universitaire de documentation: 081894791
- Virtual International Authority File: 51731906
- WorldCat: E39PBJpjgBGQQWDHxxd9vMWbh3